# Gol (plaats)
Gol is een plaats in de Noorse gemeente Gol, provincie Buskerud. Gol telt 2624 inwoners (2007) en heeft een oppervlakte van 3,43 km².
Gol is bereikbaar via de lokale weg Riksveg 7. Het ligt op een kruispunt van de RV 51, RV 52 en RV 7. Ook heeft het een spoorwegstation aan de Bergensbanen.
De staafkerk van Gol uit 1216 werd in de 19e eeuw verplaatst naar het Norsk Folkemuseum in Oslo. In Gol staat nu een kopie.
Omliggende gemeenten zijn Hemsedal, Nes en Fagernes.

## Geboren
- Pål Golberg (1990), langlaufer